# Murailles de Scarlino
Les Murailles de Scarlino (en italien ; Mura di Scarlino) forment le système défensif Scarlino, dans la province de Grosseto en Toscane. 

## Histoire
Les remparts ont été construits à partir du XIe siècle, juste en aval de la Rocca aldobrandesca préexistante, à laquelle on accédait par un tronçon de courtine.
Les murailles allèrent entourer le village de Scarlino et, au cours du XIVe siècle, des rénovations furent effectuées qui affectèrent à la fois les murailles et certains bâtiments du centre ville.
Au cours des siècles suivants, d'autres modifications ont eu lieu, qui ont conduit à l'incorporation dans les bâtiments résidentiels de certaines sections de la courtine.

## Description
Les murailles de Scarlino délimitent partiellement le village d'origine médiévale, rejoignant au sommet la Rocca aldobrandesca .
Certaines sections de la courtine sont exposées et présentent un revêtement en pierre, attribuable à la fois à la période de construction et aux rénovations du XIVe siècle. Dans le passé, l'accès au village n'était possible que par Porta Pisana et Porta Senese.

## Galerie

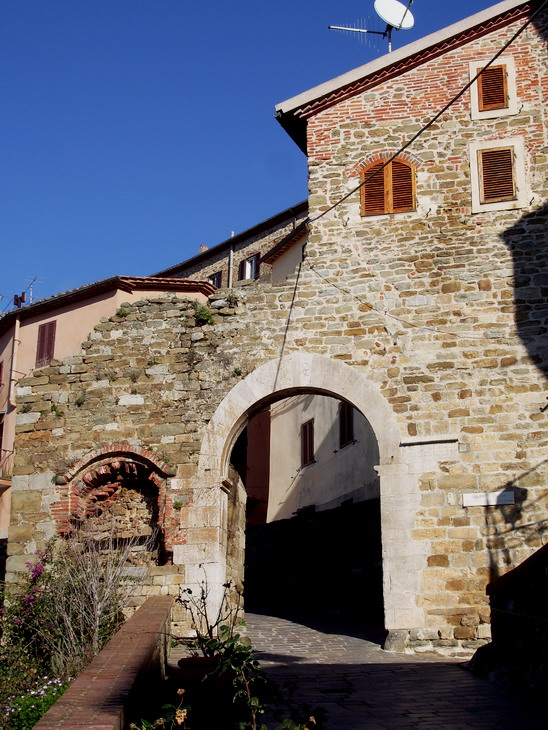
Porte pisane
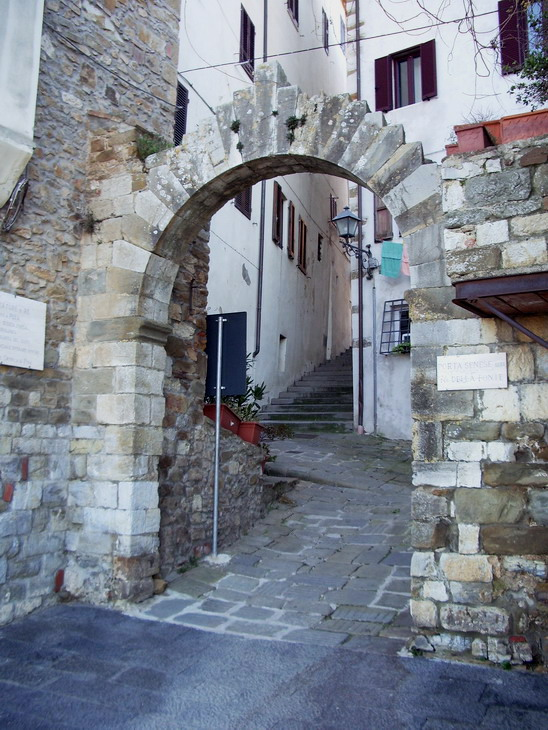
Porte siennoise